# Henri af Orléans (1933-2019)
Henri af Orléans, greve af Paris (fransk: Henri Philippe Pierre Marie d’Orléans) (født 14. juni 1933 i Woluwe-Saint-Pierre, Belgien, død 21. januar 2019 i Paris, Frankrig var en fransk prins, der fra 1999 til 2019 var en af Frankrigs tre tronprætendenter. Han bar høflighedstitlen greve af Clermont og efter sin faders død greve af Paris.
Prins Henri var den ældste søn af af prins Henri af Orléans, greve af Paris, og prinsesse Isabelle af Orléans og Bragança. Hans far var fransk tronprætendent fra 1940 til 1999. Henri blev Huset Orléans' tronprætendent, da hans far døde i 1999.
Han var gift med hertuginde Marie-Thérèse af Württemberg fra 1957 til 1984 og med Micaela Cousino fra 1984 til sin død i 2019. Han havde fem børn i sit første ægteskab, hvoraf hans anden men ældste overlevende søn, Jean af Orléans, efterfulgte ham i rollen som tronprætendent.